# Jud Süß (1940)
Jud Süß ist ein nationalsozialistischer Propagandafilm von Veit Harlan aus dem Jahr 1940, der von der deutschen Reichsregierung in Auftrag gegeben wurde. Der antisemitische Spielfilm ist zwar an die historische Figur des Joseph Süß Oppenheimer (1698–1738) angelehnt, entspricht jedoch nicht den überlieferten Quellen. Diese legen nahe, dass Süß Oppenheimer lediglich als Sündenbock für die Verfehlungen Herzog Karl Alexanders von Württemberg (1684–1737) büßen musste.
Jud Süß ist ein Vorbehaltsfilm der Friedrich-Wilhelm-Murnau-Stiftung. Er gehört damit zum Bestand der Stiftung, ist in Deutschland nicht für den Vertrieb freigegeben und darf nur mit Zustimmung der Stiftung unter den von der Stiftung festgelegten Bedingungen gezeigt werden. In Österreich und der Schweiz ist der Film dagegen frei verfügbar.

## Handlung
Protagonist des Films ist Joseph Süß Oppenheimer, ein jüdischer Finanzbeamter, der wohl im Februar 1698 in Heidelberg geboren und am 4. Februar 1738 in Stuttgart hingerichtet wurde. Süß Oppenheimer wurde 1733 Geheimer Finanzrat unter Herzog Karl Alexander von Württemberg.
Oppenheimer, der im Film deutlich mephistophelische Züge trägt, erlangt die Gunst des Herzogs und überredet diesen, zugunsten seines eigenen luxuriösen Hofstaates, immer weiter zu Untreue gegenüber seinem Volk. Zur Rückzahlung der angehäuften Schulden erhält Oppenheimer zunächst das Recht, Straßenzoll zu erheben. Diesen führt er ohne Zustimmung der Landstände ein. Die Opposition gegen den Herzog konzentriert sich deshalb auf Oppenheimer, dem Verfassungsbruch und persönliche Bereicherung im Amt vorgeworfen werden. Oppenheimer treibt den Herzog zum Widerstand gegen die Stände an und rät ihm zur gewaltsamen Niederschlagung der drohenden Revolution.
Oppenheimer versucht immer wieder, sich Dorotheas, der Tochter des Landschaftskonsulenten Sturm, zu bemächtigen, und bittet Sturm mehrmals um ihre Hand. Gleichzeitig bietet Oppenheimer ihm eine Stelle als Minister an. Als dieser sein Angebot ausschlägt und Dorothea stattdessen mit dem ebenfalls zu den Gegnern des Herzogs gehörenden Aktuarius Faber verheiratet, lässt Oppenheimer Sturm verhaften. Als Reaktion darauf und weil sie erfahren haben, dass der Herzog gegen die Stände vorgehen will, entscheiden sich die Stände für einen Aufstand. Als Faber, getarnt als Kurier des Herzogs, im Auftrag der Stände Order in die Umgebung bringen soll, wird auch er verhaftet und auf Oppenheimers Befehl hin gefoltert. Als Dorothea von der Verhaftung erfährt, bittet sie Oppenheimer um die Freilassung Fabers. Oppenheimer zwingt sie ins Bett und vergewaltigt sie. Sie ertränkt sich daraufhin im Fluss; parallel dazu wird Faber freigelassen. Er birgt ihren Leichnam. Der Aufstand beginnt, und die Stuttgarter Bürger zerstören im Zorn Oppenheimers Palais. Dieser hält sich inzwischen beim Herzog in Ludwigsburg auf. Dorthin ziehen auch die Aufständischen. In Ludwigsburg wollen sie Forderungen an den Herzog stellen. Als sie dies tun, stirbt der Herzog plötzlich. Oppenheimer wird verhaftet. Er wird wegen „Erpressung, Wuchers, Ämterhandels, Unzucht, Kuppelei und Hochverrats“ angeklagt und schuldig gesprochen. Sturm, der Mitglied des Gerichtes ist, entscheidet unter Verweis auf „das alte Reichskriminalgesetz“, dass Oppenheimer wegen Geschlechtsverkehrs mit einer Christin gehängt werden soll.
Am Schluss des Films wird der jämmerlich um sein Leben bettelnde Oppenheimer gehängt. Der Propagandaminister Joseph Goebbels hatte auf dieser Version des Endes bestanden, um Oppenheimers Ende elend und nicht heroisch darzustellen. In der ursprünglichen Fassung ergibt sich der Verurteilte – näher an der historischen Realität – stoisch und würdevoll in sein Schicksal und stößt einen grimmigen biblischen Fluch gegen seine Richter und die Bürger der Stadt aus. Die offizielle Version ist nachsynchronisiert, so dass man die ursprünglichen Worte Oppenheimers nur von seinen Lippen ablesen kann.
Nach Oppenheimers Tod verkündet Sturm den Judenbann über ganz Württemberg.

## Interpretation und Kritik
Der Film präsentiert, so Friedrich Knilli und Siegfried Zielinski 1984, Oppenheimer „als galanten Verführer […], wogegen es die antisemitischen Vorurteilsmomente wie Geldgier, gemeine Hinterlist oder brutale Geilheit schwer haben, sich durchzusetzen“.
Die Betonung eines Sexualverbots zwischen Juden und Nichtjuden nimmt überdeutlich Bezug auf die Wirklichkeit im Dritten Reich, insbesondere die Nürnberger Rassegesetze bzw. das Blutschutzgesetz, die historisch begründet und gerechtfertigt werden sollten. Dabei wird die Figur des Juden als moralloser und sexuell verkommener Vergewaltiger inszeniert, der am Ende seine „gerechte“ Strafe erhält. Michael Töteberg schreibt dazu: „Jud Süß ist politische Pornographie. […] Der Film mobilisiert offen sexuelle Ängste und Aggressionen und instrumentalisiert sie für die antisemitische Hetze.“
Filmlexika verzeichnen den Film als „faschistischen Tendenzfilm“ und „historischen Propagandafilm“. Die Handlung des Films entspricht keineswegs der historischen Realität, sondern macht aus dem Opfer Süß Oppenheimer einen Täter. An „geschichtsverfälschenden, verleumderischen und volksverhetzenden Hinzufügungen sind vor allem hervorzuheben: das Vorgehen des Film-‚Jud Süß‘ gegen den Schmied Bogner […], die persönlich motivierte Verhaftung des Landschaftskonsulenten Sturm, die Vergewaltigung seiner Tochter Dorothea und deren Freitod sowie die Folterung ihres Verlobten Faber.“
Friedrich Knilli und Siegfried Zielinski bewerten den Film wie folgt: „Kultursoziologisch haben wir es mit einer ausgewogenen Unterhaltungsware unter den spezifischen Bedingungen des deutschen Faschismus zu tun, bei der die verschiedenen Zutaten so gemixt sind, daß Millionen von Menschen freiwillig dafür an den Kinokassen bezahlen und nicht etwa nur die wenigen den Film rezipieren, die zu Zwangsvorführungen geladen wurden.“ Hierfür waren nicht zuletzt die herausragenden schauspielerischen Leistungen von Marian, Krauß und George verantwortlich, die ihr Können in den Dienst der antisemitischen Propaganda stellten.
Peter Reichel bezeichnet Jud Süß als „melodramatischen Propaganda-Film“. Barbara Gerber kennzeichnet den Film als „Werk regimehöriger Geschichtsfälscher, die, nicht ohne technische Raffinesse, ein lukratives Geschäft mit der Rassenhetze betrieben“. Der Schriftsteller Ralph Giordano nennt den Film „die niederträchtigste, gemeinste und raffinierteste Form von ‚künstlerischem‘ Antisemitismus“.

## Entstehung
Das Drehbuch wurde zunächst frei nach der gleichnamigen Novelle von Wilhelm Hauff gestaltet und später mehrfach umgearbeitet. Bei Hauff versteht es Süß Oppenheimer, von der ohnehin korrupten Politik des adeligen Landesherrn persönlich zu profitieren, und ist an dessen Machterhalt interessiert. Letztlich kann er aber die bestehenden politischen Konflikte zwischen dem Herzog und den Landständen nicht beeinflussen. Bei Harlan ist Süß dagegen berechnend, ehrgeizig und treibt die Parteien im Interesse seines verarmten jüdischen Volkes zielstrebig in einen offenen Bürgerkrieg „Schwaben gegen Schwaben“. Grund für die Verurteilung sind bei Hauff vor allem Süß Oppenheimers „allzu gewagte Finanzoperationen“ sowie der tragische Umstand, dass er als Jude keine gesellschaftliche Protektion genießt. Harlan betont dagegen überdeutlich die „Rassenschande“ im Sinne der NS-Ideologie und rechtfertigt so den Ausschluss aller Juden aus der friedliebenden „Volksgemeinschaft“.
Auch bei Hauff wird die Eheschließung zwischen Juden und Christen in konfessioneller Hinsicht problematisiert.
Für seinen Film lehnte sich Harlan an viele Szenen der 1934 entstandenen englischen Verfilmung Jew Süss des 1925 erschienenen gleichnamigen Romans von Lion Feuchtwanger an und verdrehte den Inhalt an einer zentralen Stelle im nationalsozialistischen Sinn: Bei Feuchtwanger ist es der Herzog, der eine Frau, nämlich seine eigene Tochter, vergewaltigen will und sie dadurch in den Suizid treibt. Süß Oppenheimer bricht deshalb empört mit seinem Förderer. Bei Harlan ist es der Jude Süß Oppenheimer, der eine Frau vergewaltigt und sie so in den Suizid treibt. Diese Episode ist auch gegenüber der Vorlage von Hauff verdreht: Bei Hauff ist es der evangelische Beamte Gustav Lanbek, der eine Liaison mit Lea, der Schwester Süß Oppenheims, anfängt. Diese Lea begeht bei Hauff am Ende Suizid.
Nach Schilderungen vieler Beteiligter hatte Joseph Goebbels, der das Werk in Auftrag gegeben hatte und seine Produktion persönlich beaufsichtigte, Probleme bei der Realisierung des Filmes: So soll es Schwierigkeiten bei der Suche eines Regisseurs und der Besetzung von Rollen gegeben haben. Der während der Zeit des Nationalsozialismus in Deutschland tätige Drehbuchautor und Regisseur Géza von Cziffra schilderte in seiner 1975 erschienenen Autobiografie Kauf dir einen bunten Luftballon, dass ursprünglich der Produktionschef der Terra Film, Peter Paul Brauer, für die Regie von Jud Süß vorgesehen gewesen sei. Doch habe Harlan, unter anderem durch Interventionen im Propagandaministerium und bei Goebbels persönlich, erfolgreich dafür gekämpft, den Film zu inszenieren. Die Hauptrolle des jüdischen Finanzbeamten Süß lehnten nacheinander Emil Jannings, Willi Forst, Gustaf Gründgens, René Deltgen und Paul Dahlke ab.
Der endgültige Hauptdarsteller Ferdinand Marian weigerte sich zunächst ebenfalls, wurde aber vor Goebbels zitiert, der ihm angeblich befahl, diese Rolle zu übernehmen. Diese Darstellung stützt sich auf eine Tagebucheintragung von Goebbels, in der es heißt: „Mit Marian über den Jud-Süßstoff  gesprochen. Er will nicht recht heran, den Juden zu spielen. Aber ich bringe ihn mit einigem Nachhelfen doch dazu.“ Zu den Probeaufnahmen notierte sich Goebbels: „Probeaufnahmen Marian zum ‚Jud Süß‘. Ausgezeichnet.“
Während der Dreharbeiten soll Marian teilweise versucht haben, die Absicht des Films zu „sabotieren“, indem er Oppenheimer einnehmend dargestellt habe. Stehapplaus für Marian bei vielen Aufführungen und zahlreiche Liebesbriefe an den Schauspieler belegen, dass er durch den Film trotz seiner Darstellung bei der deutschen Bevölkerung noch beliebter wurde.
Aus den Tagebuchnotizen geht hervor, dass Joseph Goebbels und Veit Harlan reibungslos zusammenarbeiteten: „Mit Harlan und Müller den Jud-Süßfilm  besprochen. Harlan, der die Regie führen soll, hat da eine Menge neuer Ideen. Er überarbeitet das Drehbuch nochmal.“ „… Besonders der Jud-Süßfilm  ist nun von Harlan großartig umgearbeitet worden …“ Am Ende ist Goebbels mit dem Ergebnis der Zusammenarbeit rundum zufrieden: „Harlan Film ‚Jud-Süß‘. Ein ganz großer, genialer Wurf. Ein antisemitischer Film, wie wir ihn uns nur wünschen können. Ich freue mich darüber.“
Die Bauten entwarfen Otto Hunte und Karl Vollbrecht.

## Uraufführung und zeitgenössische Rezeption
Jud Süß wurde bei den Filmfestspielen in Venedig am 5. September 1940 uraufgeführt. Dazu gibt es einen von Goebbels verfassten vierseitigen Bericht über das Echo auf den Film:

„Auch bei Jud Süß ging das Publikum nach anfänglicher Zurückhaltung – zurückzuführen auf das Bemühen, die Problemstellung voll zu erfassen – in überraschend starker Weise mit.“

Goebbels berichtete allerdings aus zweiter Hand, da er am Tag der Premiere nicht in Venedig war.
Die italienischen Kritiken waren überschwänglich, so schrieb der damals 28-jährige Michelangelo Antonioni:

„Wir zögern nicht zu erklären: Wenn dies Propaganda ist, so begrüßen wir Propaganda. Dies ist ein überzeugender, prägnanter, außerordentlich wirkungsvoller Film. […] Es gibt nicht einen einzigen Augenblick, in dem das Tempo des Films nachlässt, auch nicht eine Episode, die sich nicht harmonisch in alle anderen einfügt. Es ist ein Film, der durch völlige Einheit und Ausgeglichenheit charakterisiert ist. […] Die Episode, in der Süss das junge Mädchen vergewaltigt, ist erstaunlich geschickt gemacht.“

Dass, wie in Saul Friedländers Buch über den Holocaust erwähnt, der Film in Venedig mit dem Goldenen Löwen ausgezeichnet worden sei, kann nicht zutreffen, da dieser erst ab 1949 verliehen wurde. Der Vorläufer, der Coppa Mussolini, ging 1940 in der Kategorie ausländischer Film an Der Postmeister von Gustav Ucicky.
In Deutschland fand die Premiere am 24. September im Berliner Ufa-Palast am Zoo statt. Wie bei Nazi-Filmgroßprojekten dieser Art üblich, waren Joseph Goebbels und andere hohe NS-Vertreter anwesend. Goebbels war hochzufrieden:

„Ein ganz großes Publikum mit fast dem gesamten Reichskabinett. Der Film hat einen stürmischen Erfolg. Man hört nur Worte der Begeisterung. Der Saal rast. So hatte ich es mir gewünscht.“

„Der Führer ist sehr eingenommen vom Erfolg von ‚Jud Süß‘. Alle loben den Film über den grünen Klee, was er auch verdient.“

Allein im Ufa-Palast am Zoo wurde der Film während der ersten vier Wochen von 111.677 Besuchern gesehen. Bis 1943 sahen 20,3 Millionen Menschen den Film.
Zu Sondervorstellungen kam es für die außerhalb der Reichsgrenzen stationierten Soldaten sowie auf ausdrücklichen Wunsch Heinrich Himmlers für die SS-Einheiten und Wachmannschaften. Beim ersten Auschwitz-Prozess gab der SS-Rottenführer Stefan Baretzki an, dass jüdische Häftlinge unter dem Eindruck des Films misshandelt wurden.
In den geheimen Meldungen aus dem Reich berichtete der Sicherheitsdienst (SD) über die Wirkung auf die Zuschauer:

„Nach übereinstimmenden Berichten aus dem ganzen Reich findet der Film ‚Jud Süß‘ eine anhaltend außerordentlich zustimmende Aufnahme. Das Urteil über einen Film sei selten so einheitlich gewesen wie bei dem Film ‚Jud Süß‘, der zwar in der realistischen Darstellung abscheuerregender Episoden ungewöhnlich weitgehe, dabei aber künstlerisch vollauf überzeugend gestaltet und von einer Spannung sei, die einen nicht mehr loslässt.‘ Wie sich der Film als Ganzes stimmungsmäßig auswirke, komme in den spontanen Äußerungen zum Ausdruck: ‚Man möchte sich die Hände waschen.‘ […] Im Anschluss gerade an diese Szene [i. e. Einzug der Juden in die Stadt Stuttgart] ist es wiederholt während der Vorführung des Filmes zu offenen Demonstrationen gegen das Judentum gekommen. So kam es z. B. in Berlin zu Ausrufen wie ‚Vertreibt die Juden vom Kurfürstendamm! Raus mit den letzten Juden aus Deutschland!‘…“

Der Schriftsteller Ralph Giordano, nach nationalsozialistischem Sprachgebrauch ein „jüdischer Mischling“, schildert als Zeitzeuge die von ihm miterlebte Reaktion des Publikums und seinen eigenen Gefühlszustand nach einer Filmvorführung:

„An dieser Stelle ging ein Stöhnen der Wut und der Abscheu durch die Kinoreihen, eine offenbar ununterdrückbare Gefühlsäußerung, die von der starken Wirkung des Films zeugte. […] Als nach dem Abspann das Licht anging, herrschte denn auch große Stille – als wären die Zuschauer gelähmt. Die Luft war schwer, die mörderische Wirkung des Films überwältigend präsent. So präsent, dass ich glaubte, mich nicht erheben zu können, ohne erkannt zu werden.“

Die Propagandawirkung des Films wurde durch einen nach dem Film geschriebenen Roman von J.R. George (Hans Hömberg) verstärkt, der 1941 im Buchverlag der UFA mit großformatigen Filmfotos herausgegeben und bis 1944 in mehrere Sprachen übersetzt wurde.

## Nach Ende der NS-Herrschaft

### Entnazifizierung
Der Alliierte Kontrollrat hatte die Kontrolle über Druckschriften, Rundfunk, Film, Theater und Musik mit kriegsverherrlichenden, rassistischen, antisemitischen oder volksverhetzenden Inhalten in die Hände der Besatzungsmächte gelegt und die Ablieferung aller Lichtspielfilme mit Ausnahme privater Werke bestimmt. Verleih und Aufführung wurden verboten. In der sowjetischen Besatzungszone (SBZ) übte die Propagandaverwaltung der am 9. Juni 1945 gegründeten Sowjetischen Militäradministration (SMAD) die Zensur von Druckerzeugnissen und somit analog auch für Filme aus.
Seit dem Ende des Besatzungsstatuts am 5. Mai 1955 und der Erlangung der Souveränität der Bundesrepublik Deutschland ist die Freiwillige Selbstkontrolle der Filmwirtschaft (FSK) zuständig, die zunächst die Verbotslisten der Alliierten übernahm. Das Verbot blieb in West-Berlin noch bis zur deutschen Wiedervereinigung am 3. Oktober 1990 gültig. Jud Süß gehört weiterhin zu den sog. Vorbehaltsfilmen der Friedrich-Wilhelm-Murnau-Stiftung.
In der DDR hob die UdSSR 1954 die Kontrolle über die DDR-Regierungsgeschäfte auf, womit sich auch die Sowjetische Kontrollkommission wieder auflöste, die 1953 als Äquivalent zur Alliierten Hohen Kommission eingerichtet worden war. Eine Rezeption des Films in der DDR ist nicht belegt. Allerdings durften dort Filme von Veit Harlan generell nicht gespielt werden, unabhängig davon, ob sie vor oder nach 1945 entstanden waren. Der Kameramann Bruno Mondi und der Schnittmeister Wolfgang Schleif hingegen wurden bereits 1946 bzw. 1947 von der DEFA übernommen.
Im Jahr 1954 setzte ihn die arabische Propaganda gegen Israel ein.
Der Regisseur Veit Harlan stand nach dem Krieg mehrfach vor Gericht. Er wurde unter anderem wegen Beihilfe zu Verbrechen gegen die Menschlichkeit angeklagt. Ein strafrechtlich relevantes Fehlverhalten konnte Harlan jedoch nicht nachgewiesen werden, so dass er freigesprochen wurde. Kritiker des Regisseurs versuchten danach, eine öffentlichkeitswirksame Tätigkeit Harlans in der Bundesrepublik Deutschland durch Boykottaufrufe zu verhindern. Sie wurden auf zivilrechtlichem Weg bekämpft; erst vor dem Bundesverfassungsgericht (Lüth-Urteil) wurde ihr Handeln als von der Meinungsfreiheit gedeckt anerkannt.
Ferdinand Marian wurde wegen seiner Darstellung des Jud Süß mit einem Berufsverbot belegt und kam 1946 bei einem Autounfall ums Leben.
Heinrich George wurde wegen seiner Mitwirkung an Jud Süß und anderen Propagandafilmen inhaftiert und starb 1946 entkräftet im sowjetischen Speziallager Nr. 7, dem von den Sowjets genutzten ehemaligen KZ Sachsenhausen.
Der Schauspieler Werner Krauß erhielt zunächst ebenfalls ein Berufsverbot und musste sich in den Jahren 1947/1948 in Stuttgart einem langwierigen Entnazifizierungsverfahren unterziehen, das mehrfach neu aufgerollt wurde. Der zunächst ergangene Freispruch („nicht betroffen“) wurde auf Drängen der amerikanischen Militärregierung aufgehoben. Krauß wurde schließlich als „minderbelastet“ und in einem sogenannten Nachverfahren als „Mitläufer“ eingestuft. Während des Verfahrens hat sich die Stuttgarter Spruchkammer erstmals auch ausführlicher mit den propagandistischen Wirkungen des Films auseinandergesetzt. Krauß wurde 1954 mit der Verleihung des Bundesverdienstkreuzes endgültig vollständig rehabilitiert.

### 21. Jahrhundert
Einen differenzierten Blick auf die Geschichte des Films warf 2001 das in der ARD ausgestrahlte dokumentarische Fernsehspiel Jud Süß – ein Film als Verbrechen? Darin wurde das Gerichtsverfahren gegen Veit Harlan nach Kriegsende dargestellt, in dem der Regisseur sich und auch seine Mitwirkenden als Opfer von Zwängen präsentiert hatte. Laut der in diesem Film von Axel Milberg in der Rolle des Harlan abgegebenen Schilderungen zur Entstehungsgeschichte von Jud Süß habe beispielsweise Hauptdarsteller Ferdinand Marian völlig verzweifelt darauf reagiert, dass er nach Wunsch von Joseph Goebbels die Rolle des Süß Oppenheimer zu spielen hatte. Auch Werner Krauß habe keineswegs mitspielen wollen, sondern versucht, abgelehnt zu werden, indem er forderte, er müsse, wenn er denn mitwirken solle, sämtliche jüdischen Nebenrollen in Jud Süß erhalten. Dies sei dann aber zu Krauß’ Überraschung und Entsetzen tatsächlich so verfügt worden. Der Wahrheitsgehalt dieser Darstellungen wurde abschließend weder be- noch widerlegt.
Im Juli 2008 geriet der Film erneut in die Berichterstattung deutscher Medien, nachdem ungarische Rechtsradikale den Film gegen Bezahlung in einem Budapester Kellerlokal gezeigt hatten, ohne eine Zustimmung der in Wiesbaden ansässigen Friedrich-Wilhelm-Murnau-Stiftung eingeholt zu haben. Diese verwaltet die Rechte am Film. Die Stiftung erstattete wegen der illegalen Aufführung Strafanzeige bei der Staatsanwaltschaft Wiesbaden. Die ungarische Partei Bund Freier Demokraten (SZDSZ) zeigte die Veranstalter in Ungarn wegen Volksverhetzung an. Die Süddeutsche Zeitung sah in den Aufführungen von Jud Süß ein Indiz für die Popularität des Antisemitismus in Ungarn.
Auf der Berlinale 2010 hatte der Film Jud Süß – Film ohne Gewissen des Regisseurs Oskar Roehler Premiere. Es geht darin um die Entstehung des Films Jud Süß und insbesondere um das Schicksal von Ferdinand Marian, der von Goebbels in die Rolle des Jud Süß gedrängt wurde. Die Rolle von Marian übernahm Tobias Moretti, Moritz Bleibtreu spielte Joseph Goebbels. Der Film kam im September 2010 in die Kinos.

## Andere antijüdische Filme
Im nationalsozialistischen Deutschland wurde ab 1939 eine Welle antisemitischer Spielfilme produziert. Drei dieser Filme stellten jüdische Bankiers als skrupellose, macht- und geldgierige Personen dar. Neben Jud Süß waren dies die musikalische Komödie „Robert und Bertram“ (1939) und der historische Film „Die Rothschilds“ (1940). Ebenfalls bekannt, doch weniger für das zeitgenössische Durchschnittspublikum produziert ist der Kompilationsfilm „Der ewige Jude“ (1940).